# Городские ангелы
«Городские ангелы» (англ. City of Angels) — американский телевизионный сериал, созданный Стивеном Бочко, Пэрисом Барклаем и Николасом Вуттоном, который транслировался на CBS с 16 января 2000 по 21 декабря 2000 года. Это был первый драматический сериал на национальном телевидении с практически полностью афроамериканским актёрским составом. Сюжет сериала разворачивался вокруг личной и профессиональной жизни врачей и медсестер в одной из больниц Лос-Анджелеса, штат Калифорния. В сериале главные роли сыграли Блэр Андервуд и Вивика А. Фокс. Фокс покинула сериал после одного сезона и Габриэль Юнион позже заняла место ведущей актрисы.
Сериал был разработан Стивеном Бочко на фоне критики со стороны афроамериканских зрителей в отсутствии драм с чёрными актёрами. Сериал стартовал на CBS в середине сезона, в январе 2000 года при значительной рекламной кампании и поддержке со стороны Национальной ассоциации содействия прогрессу цветного населения. Второй сезон стартовал осенью, однако 22 ноября канал объявил о закрытии шоу, которое пострадало в рейтингах, выходя в эфир по четвергам против «Кто хочет стать миллионером?» и блока Must See TV. На момент закрытия сериал в среднем собирал 7,4 млн зрителей.